# Persepolis

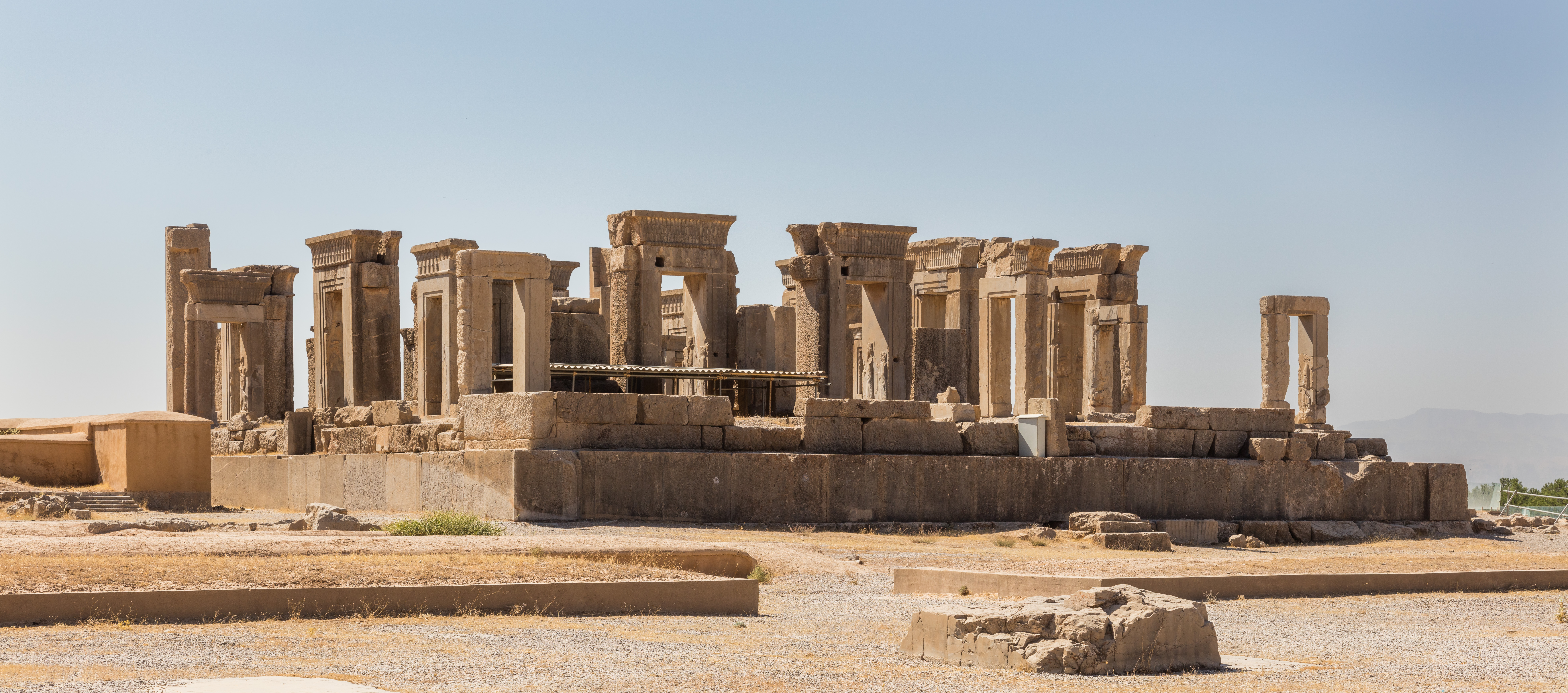
Di tích lâu đài Tachara của Darius I; xây vào khoảng thế kỷ 5 TCN

Persepolis (tiếng Ba Tư cổ: 𐎱 𐎠 𐎼 𐎿 Pārsa, tiếng Ba Tư hiện đại: تخت جمشید / پارسه, Takht-e Jamshid hoặc Chehel Minar, UniPers: Taxte Jamšid) là kinh đô nghi lễ của Đế quốc Achaemenes (khoảng năm 550-330 TCN). Nó nằm cách khoảng 60 km về phía đông bắc của thành phố hiện đại Shiraz, thuộc tỉnh Fars, Iran. Phần còn lại lâu đời nhất của Persepolis có từ năm 515 TCN. Thành phố này thể hiện phong cách kiến trúc Achaemenes và đã được UNESCO công nhận là Di sản thế giới từ năm 1979.

## Tên
Từ tiếng Anh Persepolis có nguồn gốc từ tiếng Hy Lạp cổ: Περσέπολις, đã Latinh hoá: Persepolis, một từ ghép của Pérsēs (Πέρσης) và pólis (πόλις) có nghĩa là "Thành phố Ba Tư" hay "Thành phố của người Ba Tư". Tới Ba Tư cổ đại, thành phố được mệnh danh là Pārsa (tiếng Old Persian: 𐎱𐎠𐎼𐎿), cũng là một từ để chỉ vùng của người Ba Tư.
Một dòng chữ còn lại từ năm 311 sau CN của hoàng từ Sasanid Shapur Sakanshah, con trai của vua Hormizd II, gọi địa điểm này là Sad-stūn có nghĩa là "Trăm cột". Bởi vì Ba Tư Trung Cổ địa điểm được cho là tượng trưng của Jamshid, một vị vua từ thần thoại Ba Tư nên khu vực này được biết đến với tên gọi "Takht-e Jamshid" (tiếng Ba Tư: تخت جمشید, Taxt e Jamšīd; [ˌtæxtedʒæmˈʃiːd]), nghĩa đen là "Ngai vàng của Jamshid". Một tên khác đặt cho địa điểm này thời Trung Cổ là Čehel Menār, có nghĩa là "Bốn mươi tháp giáo đường".

## Địa lý
Persepolis nằm gần con sông nhỏ Pulvar, chảy vào sông Kur. Khu vực bao gồm một thềm đắp cao rộng 125.000 mét vuông, với một phần là đắp nhân tạo, một phần là cắt ra từ một ngọn núi với phần phía đông dựa vào dãy núi Rahmat. Ba mặt còn lại được hình thành bằng cách giữ lại các bức tường chắn đất với chiều cao khác nhau, dốc xuống đất. Độ cao tăng từ 5–13 mét (16–43 foot) ở phía tây với một cầu thang đôi. Từ đó, nó có độ dốc nhẹ lên đỉnh. Để tạo ra một thềm cao bằng phẳng, những phần trũng được lấp đầy bằng đất và đá lớn, được liên kết với nhau bằng đoạn kim loại.

## Hình ảnh

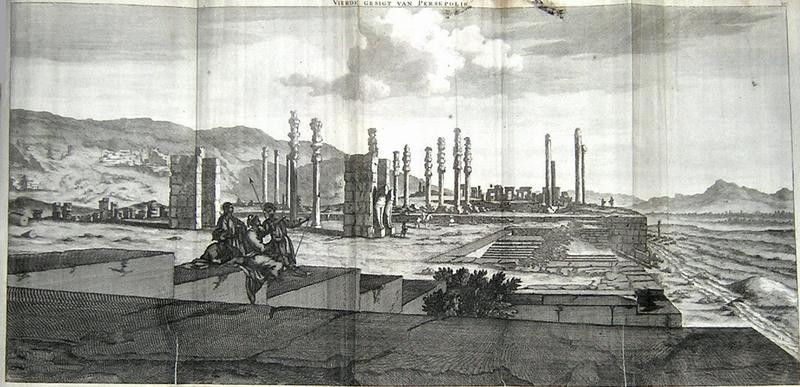
Phác họa Persepolis năm 1704 bởi Cornelis de Bruijn.
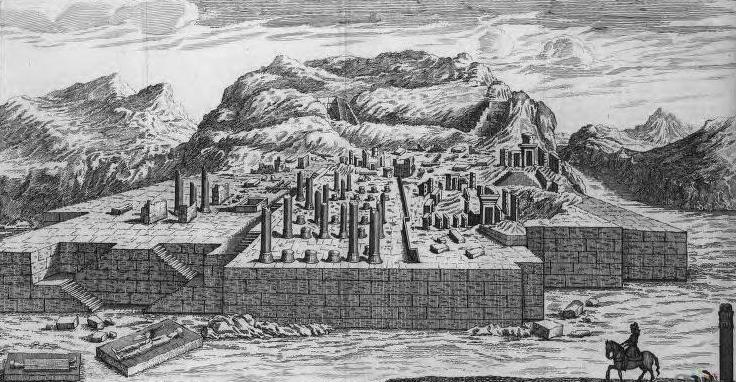
Hình vẽ Persepolis năm 1713 bởi Gérard Jean-Baptiste.
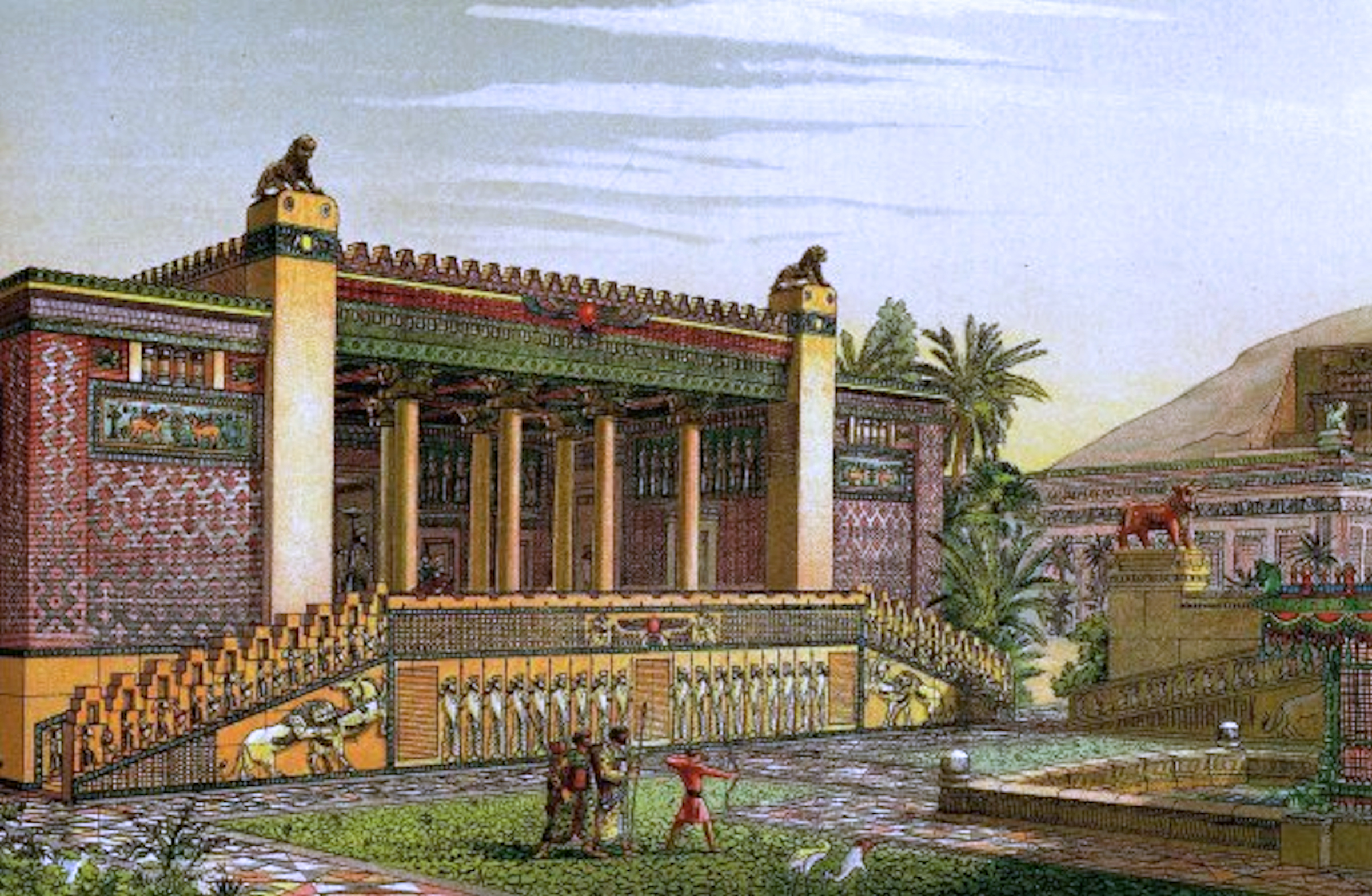
Hình vẽ lâu đài Tachara bởi Charles Chipiez.
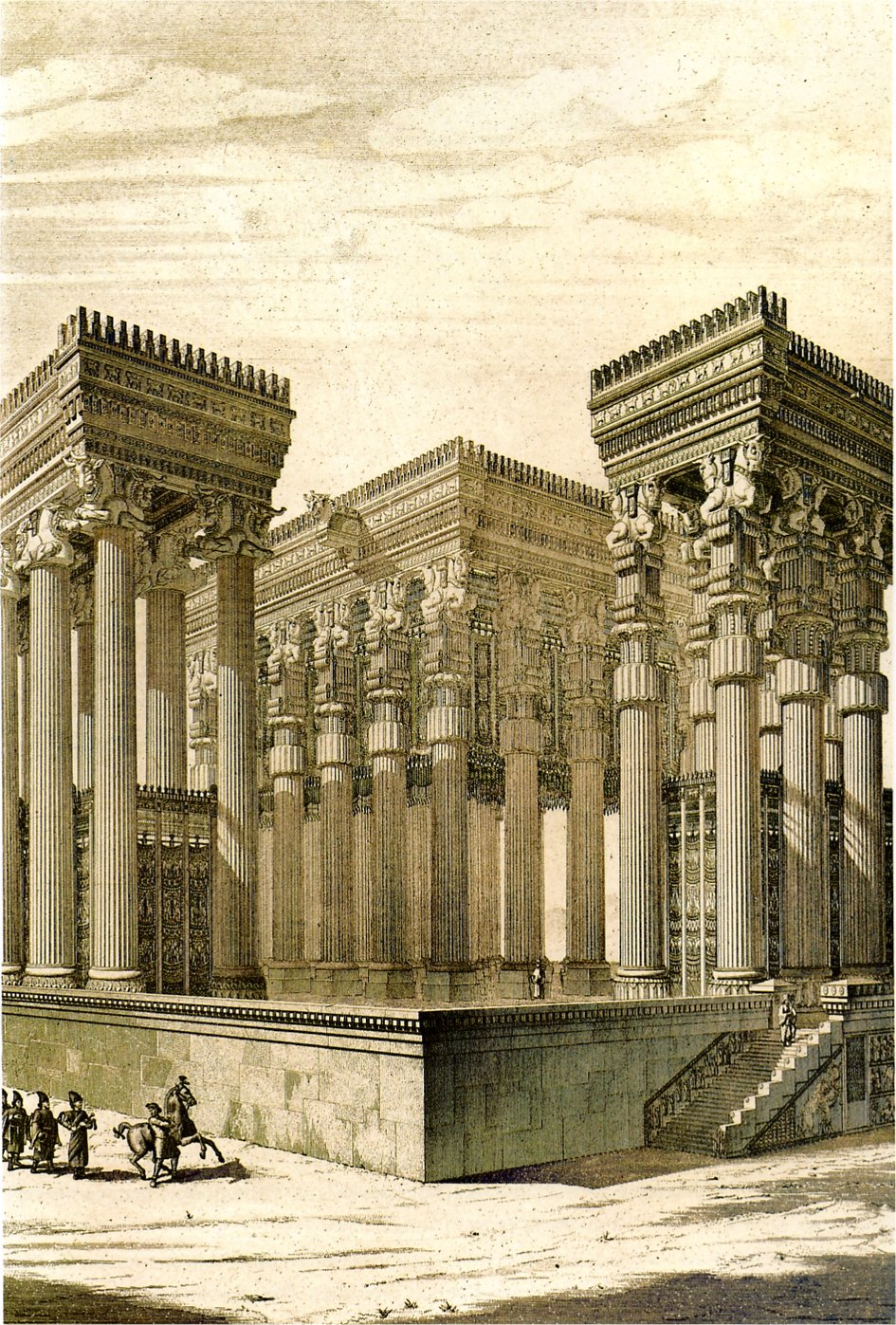
Apadana bởi Charles Chipiez.
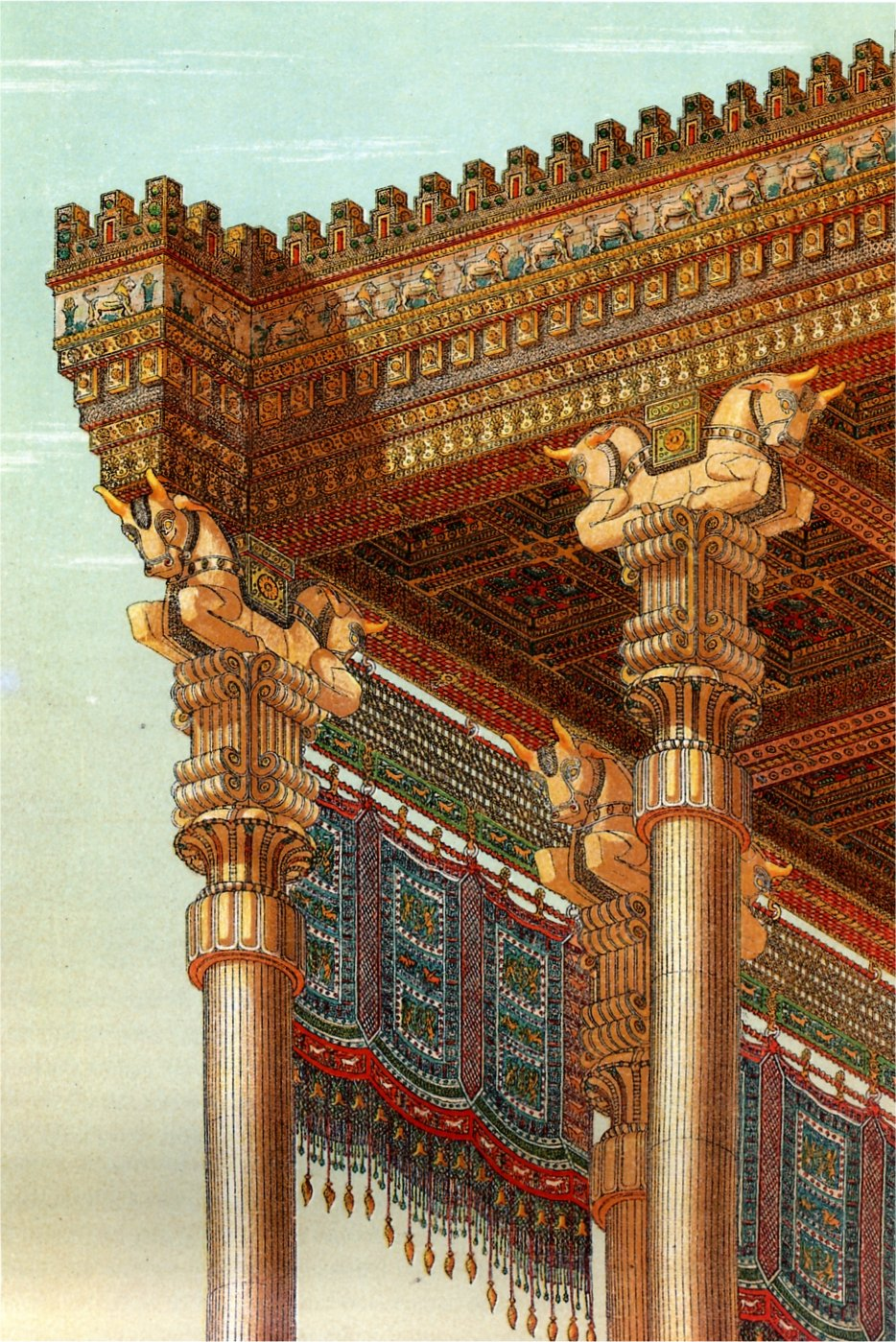
Apadana, chi tiết bởi Charles Chipiez.